# Église de l'Ascension de Kolomenskoïe

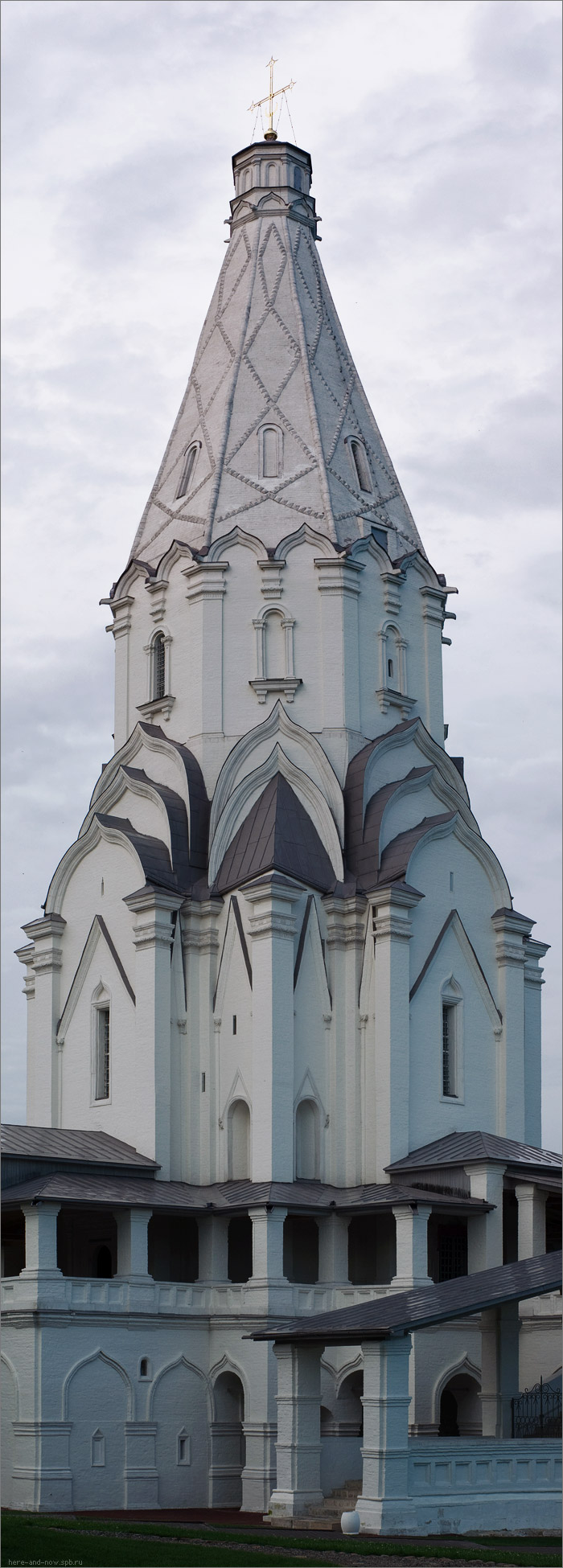
Église-Tour

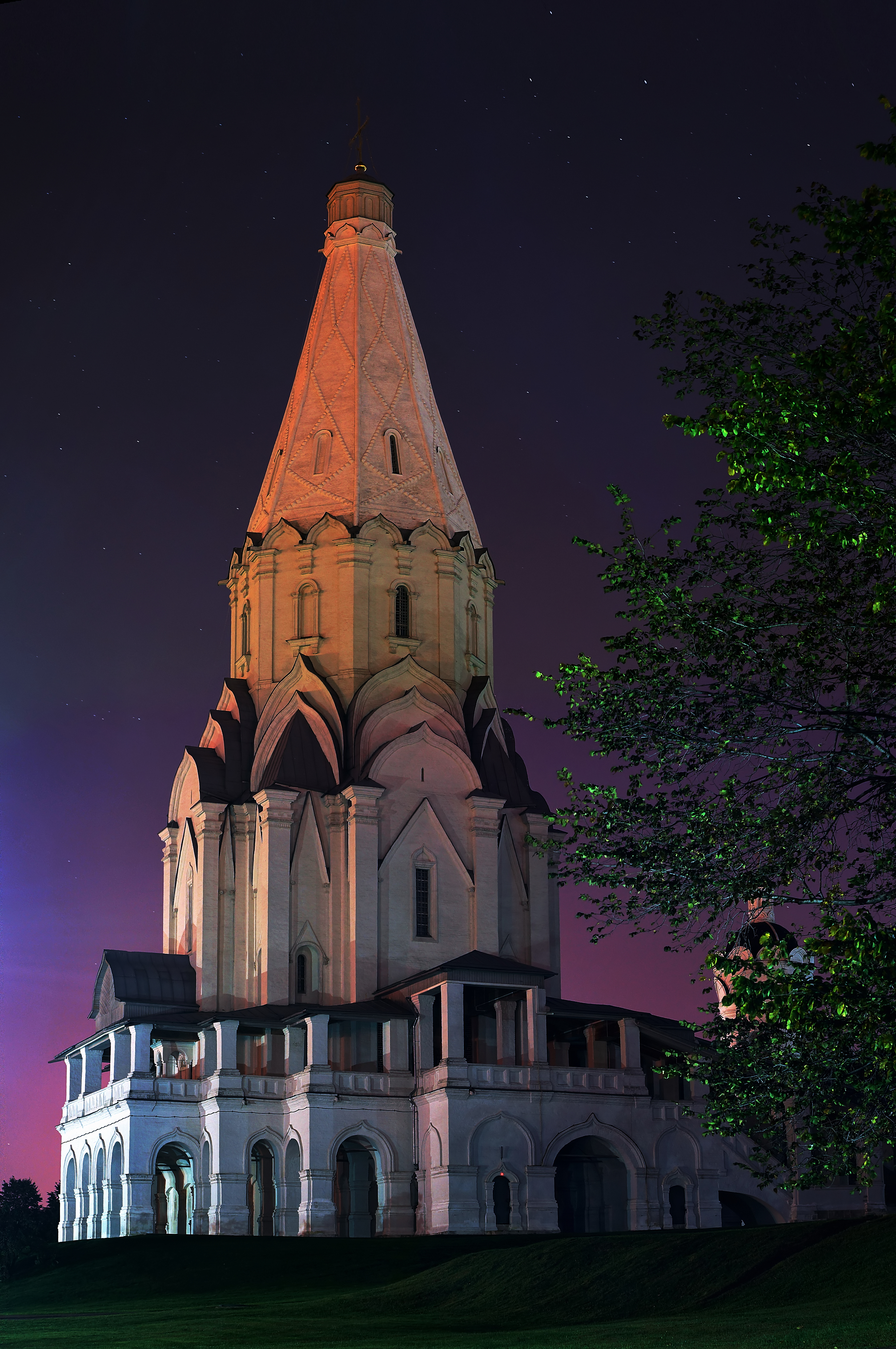
L'église la nuit

L'église de l'Ascension de Kolomenskoïe (en russe : церковь Вознесения Господня в Коломенском) est une église orthodoxe de l'éparchie de Moscou. Elle se trouve dans le district administratif sud de Moscou appelé Nagatinski Zaton, dans le village de Kolomenskoïe. C'est un chef-d'œuvre de l'architecture mondiale et le premier ou l'un des premiers édifices religieux en pierre reprenant la forme de chatior en Russie.

## Histoire
L'église est construite à Kolomenskoïe de 1528 à 1532 sur la rive droite de la Moskova. Son architecte aurait été, un Italien Petrok Maly ou Piotr Hannibal. Le ktitor qui permit la réalisation est le grand-duc de Moscou Vassili III.
Sans doute l'architecte Petrok Maly a-t-il été aidé par des maîtres venus de Pskov dont l'activité était débordante à Moscou dès la fin du XVe siècle. L'historienne Véra Traimond se base à ce propos sur le fait que la sagène pskovienne est l'unité de mesure de l'édifice.
La légende relie la construction de l'église à la naissance tant attendue par Vassili III de son héritier, le futur Ivan le Terrible, en 1530. L'église a été achevée en septembre 1532 et sa structure complexe n'a, selon S. A. Gavrilov, pas pu être réalisée en deux ans. C'est donc, selon l'historien, que les débuts de sa réalisation et la pose de la première pierre ont commencé deux ans avant la naissance.
Après la fin des deux années de pénitence imposées à Vassili III pour ses purifier du péché de bigamie, les ambassadeurs du tsar se rendent auprès du pape catholique à Rome, Clément VII pour qu'il accepte de lui envoyer à Moscou l'architecte chargé de construire une église pour compléter par la prière une rémission des péchés. Ce dernier arrive à Moscou à l'été 1528 et commence ses travaux après deux ou trois semaines. Son nom est Petrok Maly.
L'emplacement de l'église est trouvé sur une rive escarpée au pied de laquelle coulait une source aux eaux réputées miraculeuses. Les travaux commencent par la pose de fondations pour un édifice sans podklet, mais à trois emplacements d'autels. 
À l'automne 1528, les fondations sont achevées. Mais rapidement un nouvel emplacement leur est assigné, du fait que l'église était peu visible au printemps à cause des rives escarpées. Ce n'est qu'au printemps 1529 que ces fondations sont achevées, à leur emplacement définitif cette fois.
L'ensemble des travaux a été achevé à la fin de l'été 1532:62. Selon la chronique, la consécration de l'église a eu lieu le 3 septembre 1532 et s'est accompagnée d'un grand banquet qui dura trois jours. C'est le métropolite Daniel qui officie pour la circonstance, en présence du prince Vassili III, de son épouse Héléna Glinska et de leur fils Ivan né au mois d'août :65.

## Architecture

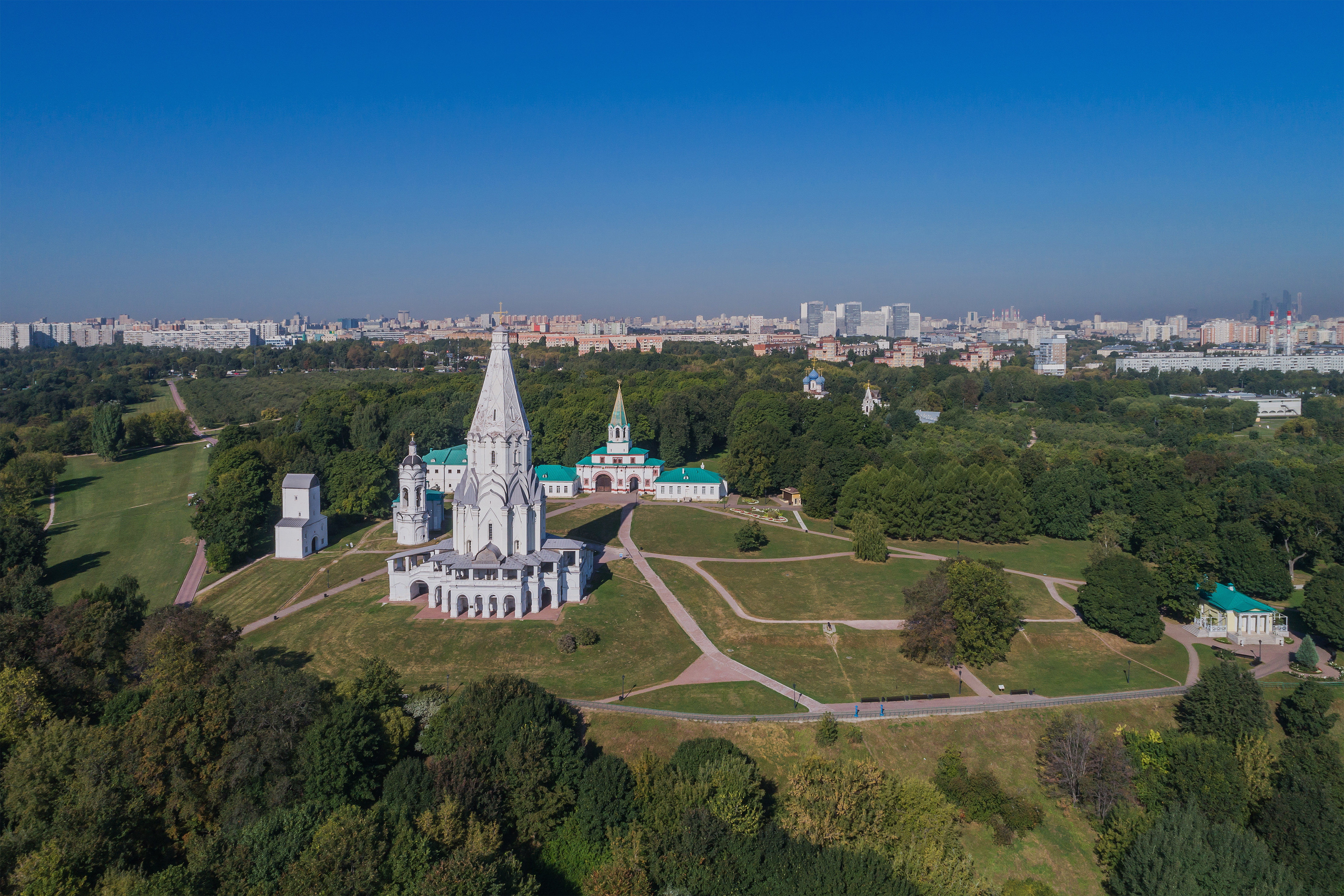
Vue aérienne du complexe

L'église se dresse sur la rive abrupte de la Moskova à l'endroit même ou les Tatars avaient jadis établi leur campement. L'édifice se signale par ses formes parfaites et l'élan de sa silhouette mêlant simplicité et distinction. Elle fait triompher la rupture avec le plan byzantin à croix grecque et coupole unique. Sa forme pyramidale se généralisera par la suite en Russie jusqu'à l'interdiction par le patriarche Nikon .
La profondeur des fondations est de 9 mètres.
Sa hauteur totale est de 62 mètres sur un plan carré de 8,5 mètres de côté. Ces dimensions lui donnent un aspect exigu. L'unité de l'ensemble provient de l'absence de tout détail inutile et à l'harmonie des proportions.
L'intérieur est baigné de lumière.   
C'est une construction de grande échelle et le coût des matériaux était important. Mais dans l'histoire de l'architecture russe elle représente un ensemble unique aux formes parfaites.   
Les briques et des éléments décoratifs en pierre blanche constituent le matériel de base. L'espace intérieur de l'église est réduit et dépasse de peu les 100 mètres carrés.
La décoration intérieure primitive de l'église n'a pas été conservée. On n'en connaît même pas avec certitude les couleurs utilisées. Le recouvrement su sol en carrelage de céramique blanche et grise disparaît dès 1570. La couleur actuelle des tuiles n'est plus celle qui était utilisée à l'origine. 
Les escaliers en bois qui entouraient l'église ont rapidement été remplacés par des galeries en pierre. Au XVIIIe siècle un garde-fou a été ajouté.
Le cube central initial se transforme en hauteur en une tour octogonale percée de fenêtres et surmontée d'une pyramide de 28 metres de hauteur. Elle est ornée de losanges entrelacés en pierre blanche. Le passage du cube à l'octogone se fait par des arcs de décharge garnis de kokochniks au dessus du volume central et sans corniches.
Le plan de base est carré mais des chapelles latérales transforment celui-ci en un plan cruciforme .
Les coins des façades sont décorés de pilastres surmontés de chapiteaux dans l'esprit du début de la Renaissance.
Louis Réau voit dans l'Ascension de Kolomenskoie l'imitation manifeste d'un modèle en bois auquel elle emprunte toutes ses formes podklet, kokochniks, chatior : 

«  l'identité avec une église en charpente,  celle de la Dormition de Vargouza dans la Russie du nord saute aux yeux. La forme pyramidale l'emporte sur la coupole et c'est pourquoi ce monument a une importance historique de premier ordre au point de vue de l'émancipation de l'art moscovite »

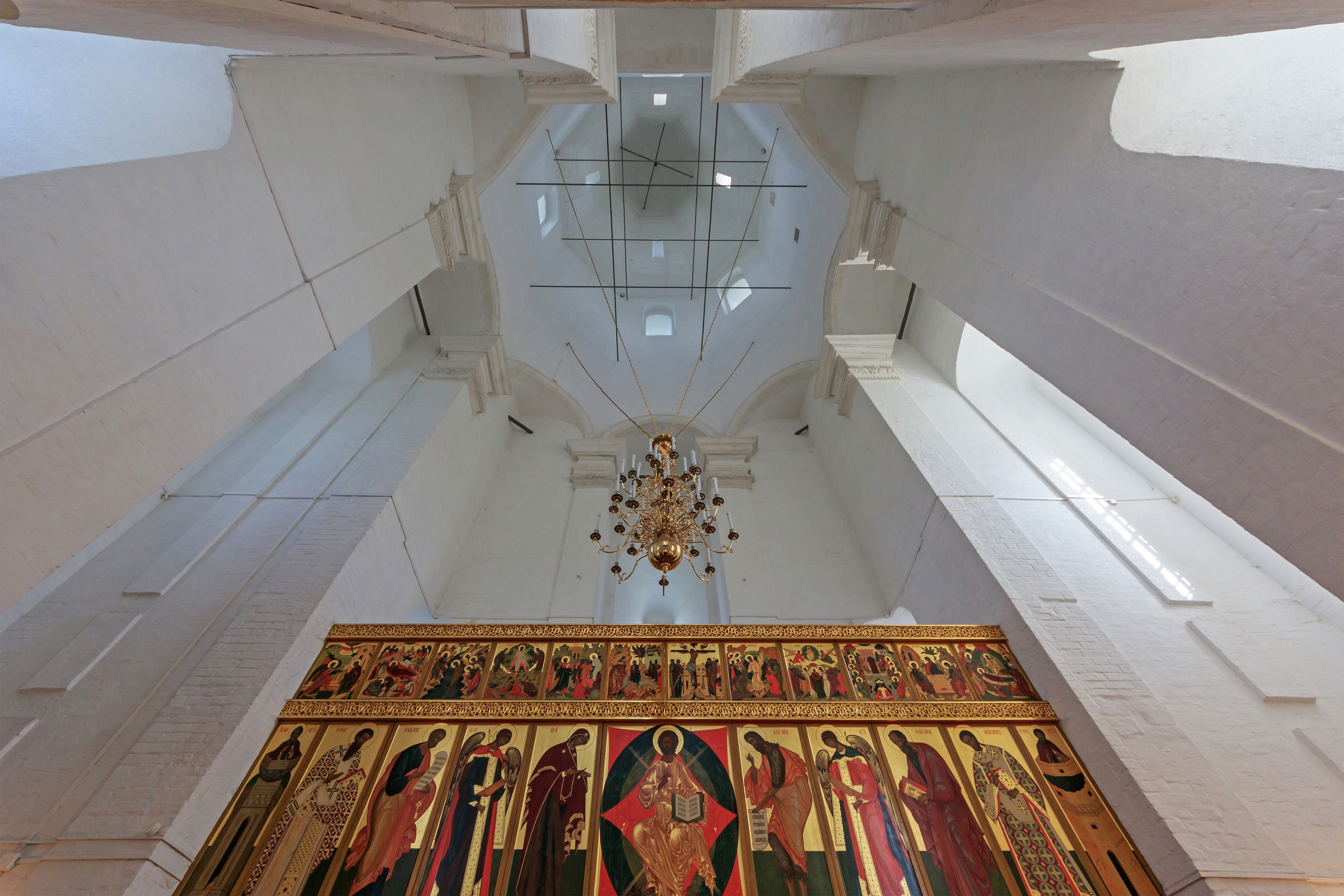
Intérieur de l'église de l'Ascension. Malgré ses petites dimensions l'intérieur produit une impression grandiose. Il n'y a pas de colonnes.

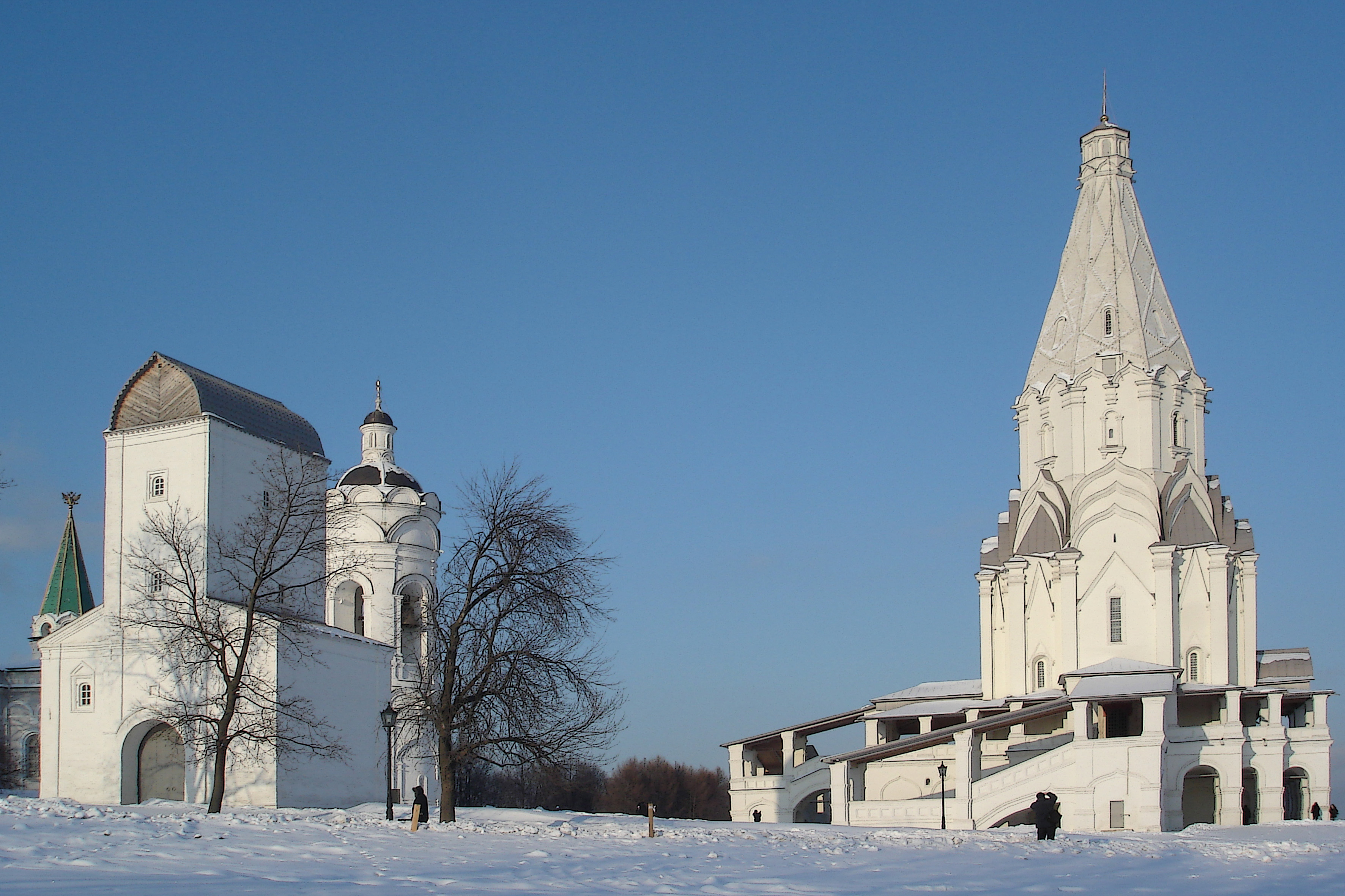
Vue panoramique avec l'église Saint-Georges

.    

## Église Saint-Georges
À côté de l'église de l'Ascension se trouve la petite église-tour Saint-Georges à deux étages. Certains éléments la rapproche de l'architecture de sa voisine tels les arcatures aveugles et les kokochniks. 

## Statut
L'église de l'Ascension fait partie du musée-réserve « Kolomenskoe » ; elle est inscrite sur la liste du Patrimoine mondial de l' Unesco (depuis 1994).
Elle a été reconsacrée le 8 décembre 2000 ; depuis 1994 elle dépend du Patriarche de toutes les Russies. Fin de l'année 2007, lorsque la restauration a été achevée, le niveau du podklet a été ouvert aux visiteurs.